# Old Boots, New Dirt
Old Boots, New Dirt é o sexto álbum de estúdio do cantor norte-americano Jason Aldean, lançado a 14 de Outubro de 2014 através da Broken Bow Records. O disco estreou na primeira posição da tabela musical Billboard 200, com 278 mil unidades vendidas na semana de estreia.

## Desempenho nas tabelas musicais

### Posições
| Tabela musical (2014)                         | Melhor posição |
| --------------------------------------------- | -------------- |
| Canadá - Canadian Albums                      | 1              |
| Estados Unidos - Billboard 200                | 1              |
| Estados Unidos - Billboard Country Albums     | 1              |
| Estados Unidos - Billboard Independent Albums | 1              |

### Certificações
| País           | Provedor | Certificação |
| -------------- | -------- | ------------ |
| Estados Unidos | RIAA     | Platina      |